# Caspar Othmayr
Caspar Othmayr (Amberg, 12 marzo 1515 – Norimberga, 4 febbraio 1553) è stato un compositore tedesco.

## Biografia
Othmayr nacque ad Amberg, Alto Palatinato, e studiò a Heidelberg come allievo di Lorenz Lemlin. Successivamente, divenne rettore della scuola del monastero di Heilsbronn vicino ad Ansbach. Dal 1548 in poi fu prevosto ad Ansbach, ma presto perse la posizione a causa di differenze teologiche.
Othmayr è considerato uno dei maestri del fraseggio melodico (Liedsatz) della metà del XVI secolo. Le opere più importanti furono scritte dal 1545 al 1550. Compose numerosi inni ispirati a Martin Lutero e nel 1546 scrisse Epitaphium a Lutheri in memoria di lui.
Le sue opere si trovano in numerose collezioni del suo tempo, come nel Frische teutsche Liedlein di Georg Forster.
Othmayr si spegne a Norimberga nel 1553.